# Georges Jean-Marie Haquette
Georges Jean-Marie Haquette, né le 2 mai 1852 à Passy et mort le 7 août 1906 à Dieppe, est un peintre français qui a acquis une réputation comme peintre de pêcheurs.

## Biographie
Il entre à l'école des Beaux-Arts où il est l'élève d'Alexandre Cabanel. Mais après ses études, il se fait marin. Il peut, de ce fait, prendre sur le vif les scènes pittoresques qui font le sujet de ses compositions.
Il participe au Salon des artistes français. Il possédait un atelier près de la falaise du Pollet à Dieppe.

## Œuvres principales ou répertoriées

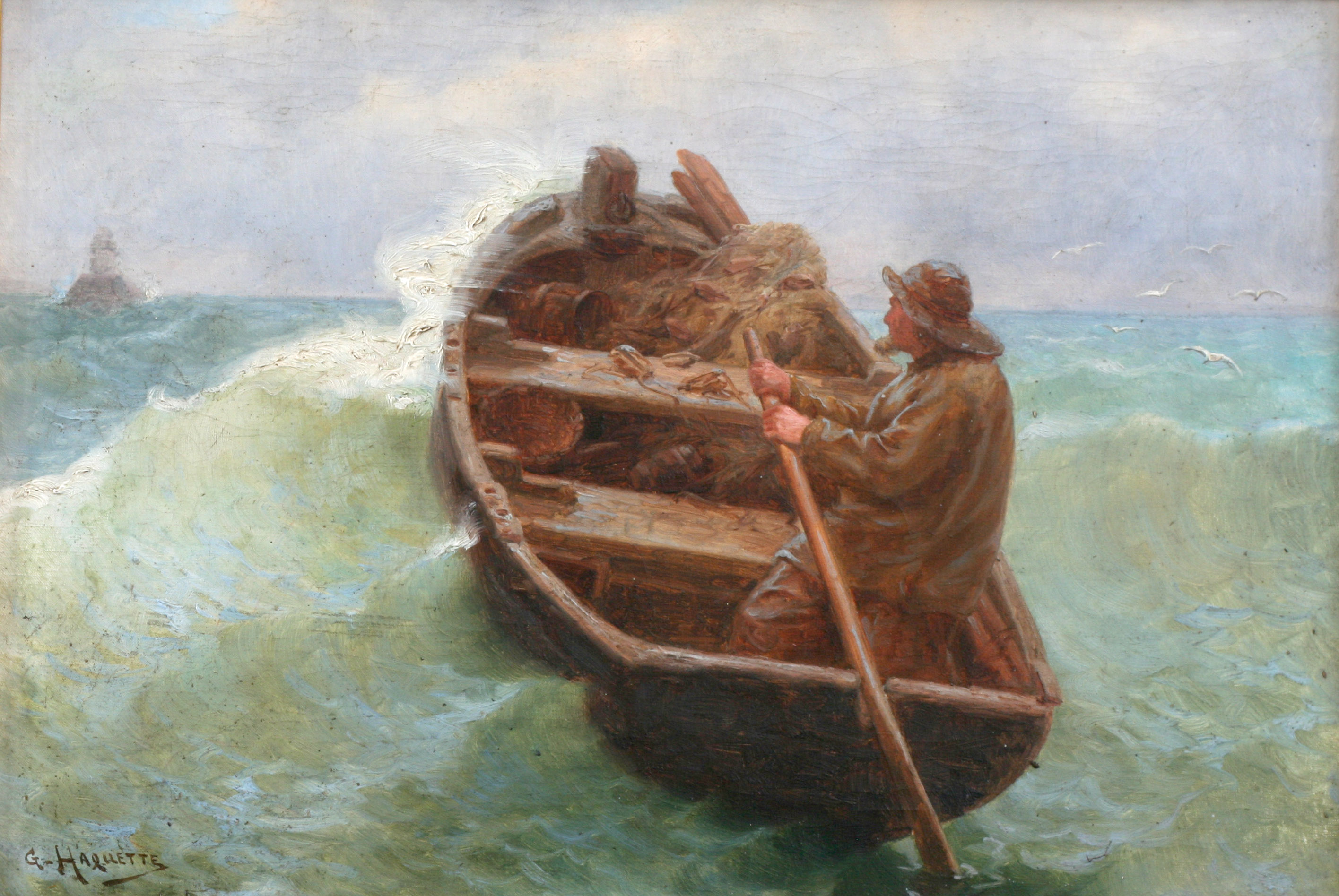
Pêcheur dans un bateau à rames

- Le Manchon de Francine (nd), musée de Brou à Bourg-en-Bresse[7]
- Pêcheurs (nd), musée du  vieux château  à Laval[8]
- Pêcheuse (nd), hôtel de ville de Rouen[9]
- Jeune femme assise sur un canapé, lisant son journal (dessin, s.d.), musée du Louvre, département des Arts graphiques, à Paris
- Le Départ pour Terre-Neuve (1882)
- le Salut au calvaire (1884), église paroissiale Saint-Pierre-ès-Liens à Vigeois[10] (Abbaye Saint-Pierre du Vigeois)
- Un homme à la mer (1886)
- La Bénédiction de la mer (sur la jetée du Pollet) (1890), Château-musée de Dieppe[11]
- Pêche en pleine mer (1901), musée des beaux-arts de Rouen[12]
- Le Retour du mousse (Dieppe, 3 août 1899), petit format, collection particulière.

## Distinctions
- Officier d'académie